# Lista califilor

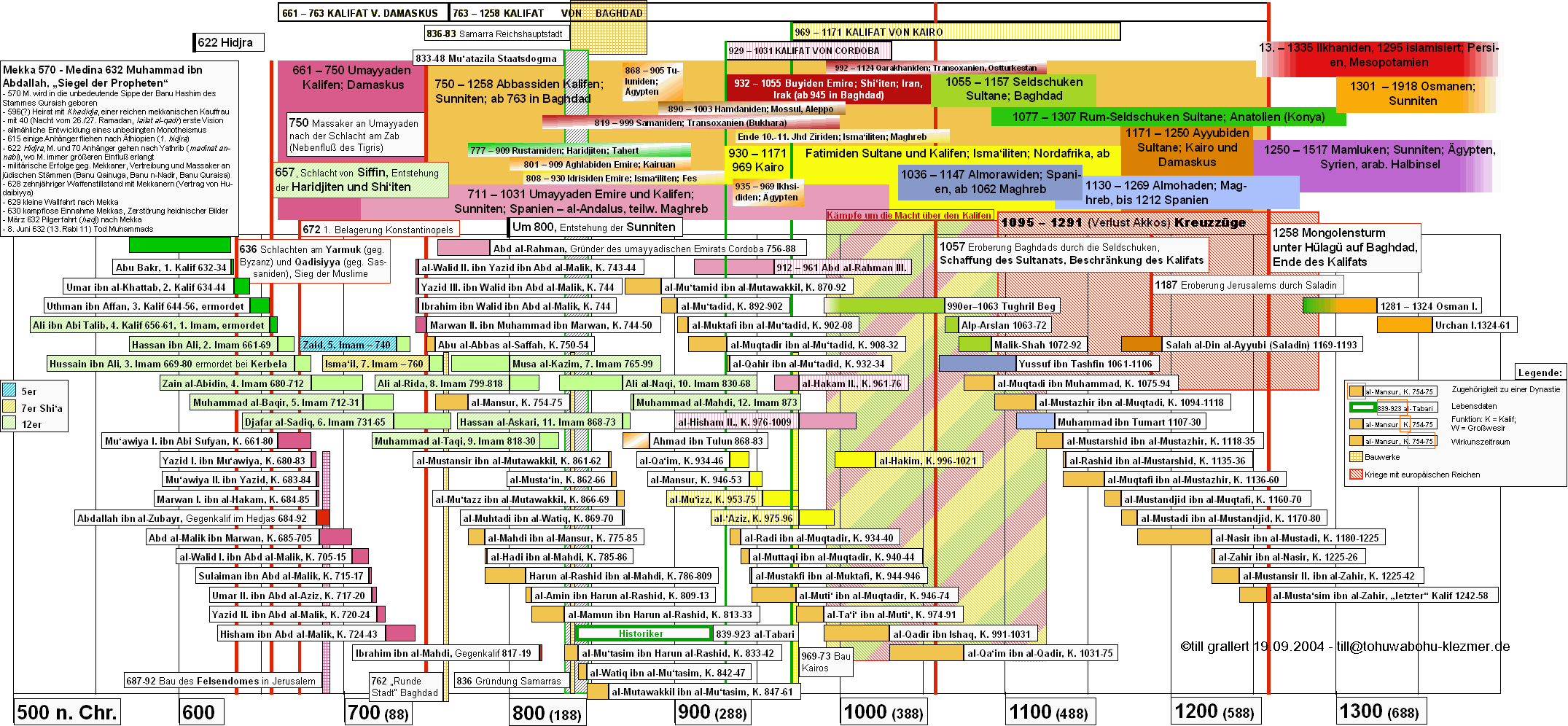
Succesiunea Dinastiei califilor până în anul 1300

## Califii Bine-călăuziți
- Abdallah Abu Bakr, 632–634
- Umar Ibn al-Khattab, 634–644
- Uthman Ibn Affan, 644–656
- Ali Ibn Abi Talib, (ginerele lui Muhammad) 656–661

## Dinastiile Califilor

### Dinastiaumayyadă(sau omeiadă)
- Mu'awiya I, 661–680
- Yazid I, 680–683
- Mu'awiya al II-lea, 683–684
- Marwan I, 684–685
- Abd al-Malik, 685–705
- Al-Walid I, 705–715
- Sulayman, 715–717
- Umar Ibn Abd al-Aziz, 717–720
- Yazid al II-lea, 720–724
- Hisham, 724–743
- Al-Walid al II-lea, 743–744
- Yazid al III-lea, 744
- Ibrahim, 744
- Marwan al II-lea, 744–750

### Dinastiaabbasidă
- Abu'l Abbas As-Saffah 750–754
- Al-Mansur 754–775
- Al-Mahdi 775–785
- Al-Hadi 785–786
- Harun ar-Rashid 786–809
- Al-Amin 809–813
- Al-Ma'mun 813–833
- Al-Mutasim 833–842
- Al-Wathiq 842–847
- Al-Mutawakkil 847–861
- Al-Muntasir 861–862
- Al-Mustain 862–866
- Al-Mu'tazz 866–869
- Al-Muhtadi 869–870
- Al-Mutamid 870–892
- Al-Mutadid 892–902
- Al-Muktafi 902–908
- Al-Muqtadir 908–932
- Al-Qahir 932–934
- Ar-Radi 934–940
- Al-Muttaqi 940–944
- Al-Mustakfi 944–946
- Al-Muti 946–974
- Al-Ta'i 974–991
- Al-Qadir 991–1031
- Al-Qaim 1031–1075
- Al-Muqtadi 1075–1094
- Al-Mustazhir 1094–1118
- Al-Mustarshid 1118–1135
- Al-Rashid 1135–1136
- Al-Muqtafi 1136–1160
- Al-Mustanjid 1160–1170
- Al-Mustadi 1170–1180
- An-Nasir 1180–1225
- Az-Zahir 1225–1226
- Al-Mustansir 1226–1242
- Al-Mustasim 1242–1258

### Califii fatimizi
Dinastia Fatimizilor n-a fost recunoscută de sunniți.
- Ubaidallah al-Mahdi (909–934)
- al-Qa'im (934–946)
- al-Mansur (946–953)
- a-Mu'izz (953–975)
- al-Aziz (975–995)
- al-Hakim (995–1021)
- az-Zahir (1021–1036)
- al-Mustansir (1036–1094)
- al-Mustali (1094–1101)
- al-Amir (1101–1130)
- al-Hafiz (1130–1149)
- az-Zafir (1149–1154)
- al-Faiz (1154–1160)
- al-Adid, (1160–1171) ultimul calif din această dinastie, urmând în Egipt dinastia Ayyubită

### Califatul de Córdoba
- Abd ar-Rahman al III-lea (912/929–961)
- Al-Hakam al II-lea (961–976)
- Hischam al II-lea (976–1009)
- Muhammad al II-lea al-Mahdi (1009)
- Sulaiman al-Mustain (1009–1010)
- Muhammad al II-lea al-Mahdi (1010), din nou
- Hischam al II-lea (1010–1013), din nou
- Sulaiman al-Mustain (1013–1016), din nou
- Ali Ibn Hammud al-Nasir (1016–1018)
- Abd ar-Rahman al IV-lea (1018)
- Al-Qasim al-Mamun (1018–1021)
- Yahya al-Mutali (1021–1023)
- Abd ar-Rahman al V-lea (1023–1024)
- Muhammad al III-lea (1024–1025)
- Yahya al-Mutali (1025–1026), din nou
- Hischam al III-lea (1026–1031)

### Califiialmohazi
- Abd al-Mumin (1130–1163)
- Abu Yaqub Yusuf I (1163–1184)
- Yaqub al-Mansur (1184–1199)
- Muhammad an-Nasir (1199–1213)
- Yusuf al II-lea al-Mustansir (1213–1224)
- Abdallah al-Adil (1224–1227)
- Idris I al-Mamun (1227–1232)
- Abd al-Wahid al II-lea ar-Rashid (1232–1242)
- Ali Abul-Hasan as-Said (1242–1248)
- Umar al-Mustafiq (1248–1266)
- Abu Dabis (1266–1269)

### Califii abbasizi dinCairo
- Al-Mustansir 1262
- Al-Hakim I 1262–1302
- Al-Mustakfi I 1302–1340
- Al-Wathiq I 1340–1341
- Al-Hakim al II-lea 1341–1352
- Al-Mu'tadid I 1352–1362
- Al-Mutawakkil I 1362–1383
- Al-Wathiq al II-lea 1383–1386
- Al-Mu'tasim 1386–1389
- Al-Mutawakkil I (din nou) 1389–1406
- Al-Musta'in 1406–1414
- Al-Mu'tadid al II-lea 1414–1441
- Al-Mustakfi al II-lea 1441–1451
- Al-Qa'im 1451–1455
- Al-Mustanjid 1455–1479
- Al-Mutawakkil al II-lea 1479–1497
- Al-Mustamsik 1497–1508
- Al-Mutawakkil al III-lea 1508–1517

### Califii (sultanii) otomani din Istanbul
- Selim I (1517–1520)
- Soliman Magnificul (1520–1566)
- Selim al II-lea (1566–1574)
- Murad al III-lea (1574–1595)
- Mehmed al III-lea (1595–1603)
- Ahmed I (1603–1617)
- Mustafa I (1617–1618)
- Osman al II-lea (1618–1622)
- Mustafa I (1622–1623)
- Murad al IV-lea (1623–1640)
- Ibrahim (1640–1648)
- Mehmed al IV-lea (1648–1687)
- Suleiman al II-lea (1687–1691)
- Ahmed al II-lea (1691–1695)
- Mustafa al II-lea (1695–1703)
- Ahmed al III-lea (1703–1730)
- Mahmud I (1730–1754)
- Osman al III-lea (1754–1757)
- Mustafa al III-lea (1757–1774)
- Abdul-Hamid I (1774–1789)
- Selim al III-lea (1789–1807)
- Mustafa al IV-lea (1807–1808)
- Mahmud al II-lea (1808–1839)
- Abdul-Medjid (1839–1861)
- Abdul-Aziz (1861–1876)
- Murad al V-lea (1876)
- Abdul-Hamid al II-lea (1876–1909)
- Mehmed al V-lea (Reșat) (1909–1918)
- Mehmed al VI-lea (Vahdettin) (1918–1922)
- Abdul-Medjid al II-lea (1922–1924)

### CalifiAhmadiyya
- Hakeem Maulvi Nooruddin (1908–1914)
- Basheeruddin Mahmood Ahmad (1914–1965)
- Nasir Ahmad (1965–1982)
- Tahir Ahmad (1982–2003)
- Masroor Ahmad (seit 2003)